# Мармарошская котловина

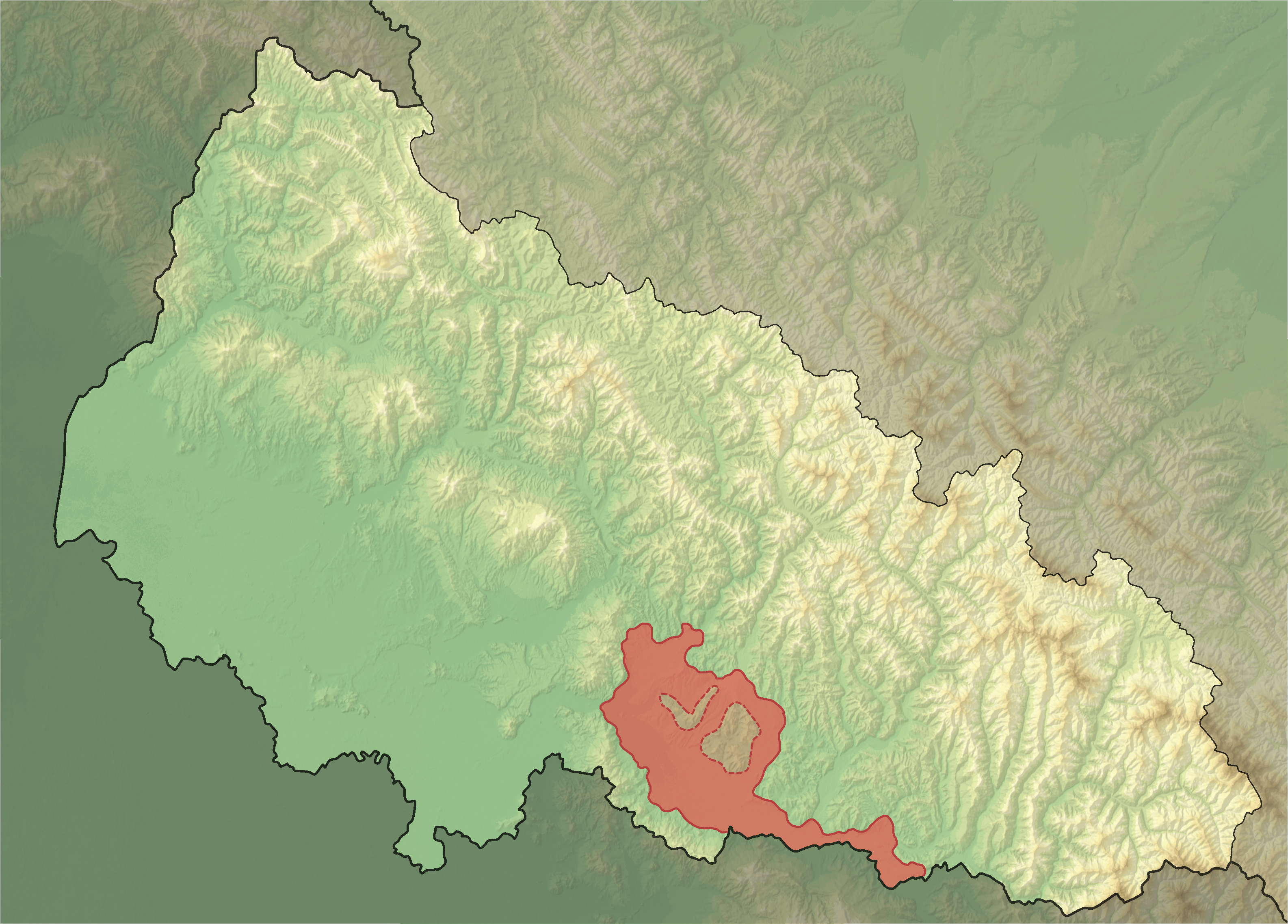
Мармарошская котловина

Мармарошская котловина (укр. Мармароська котловина) — межгорная котловина в Украине, в пределах Хустского и Тячевского районов Закарпатской области. Расположена в долине реки Тисы и низовьях её притоков: реки Теребли, Тересвы. 

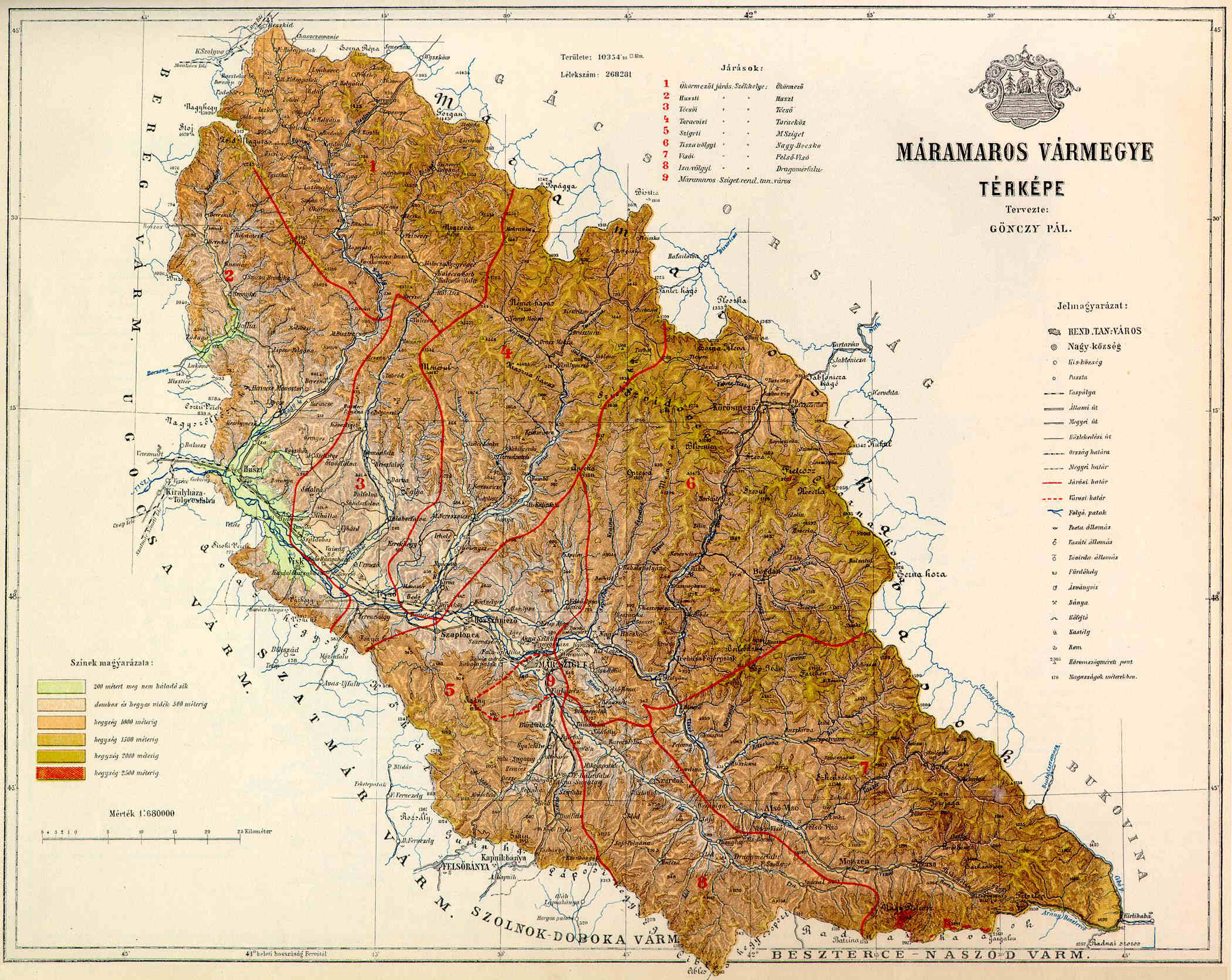
Марморошский уезд

Размер котловины: длина — 42 км, ширина — 24 км. Средняя высота 200—400 м, максимальная — 758 м. Геоструктурно связана с Закарпатским прогибом. Состоит из песчано-глинистых пород, конгломератов и вулканических туфов. Распространен соляной карст. Полезные ископаемые: полиметаллы, каменная соль, природный газ, строительные материалы и минеральные воды.